# Le Mesnil-Aubert

Le Mesnil-Aubert este o comună în departamentul Manche, Franța. În 1 ianuarie 2022 avea o populație de 195 de locuitori.